# District de Xiejiaji
Le district de Xiejiaji (谢家集区 ; pinyin : Xièjiājí Qū) est une subdivision administrative de la province de l'Anhui en Chine. Il est placé sous la juridiction de la ville-préfecture de Huainan.